# Železniško postajališče Vidina
Železniško postajališče Vidina je eno izmed železniških postajališč v Sloveniji, ki oskrbuje bližnje naselje Vidina. Postajališče se sicer nahaja med Vidino in Cestami, ki so danes del Rogatca.